# Икявалко, Йорма
Йорма Икявалко (фин. Jorma Ikävalko; 7 ноября 1918, Выборг — 19 декабря 1987, Вантаа) — финский певец, киноактёр, автор песен.
В начале 1950-х годов исполнял преимущественно финские польки — «Полька Евы», «Полька Сяккиярви», «Isä-Matin polkka», «Juhannus polkka» и другие. Также Икявалко писал собственные песни, наиболее известные — «Joensuun Elli» (Элли из Йоэнсуу) на стихи Эйно Кеттунена, позднее ставшая известной в исполнении Тапио Раутаваара, и «Hopeahääpäivänä» (Дни Серебряной свадьбы), прославившаяся в исполнении Эркки Юнккаринена.
Кроме того, снялся в ряде фильмов, самым известным из которых был «На рынке Рованиеми» (1951), где также снимались Рейно Хелисмаа и Эса Пакаринен.
В фильме Тимо Койвусало «Лебедь и странник» роль Икявалко сыграл актёр Илкка Койвула.